# 香港大學亞洲研究中心

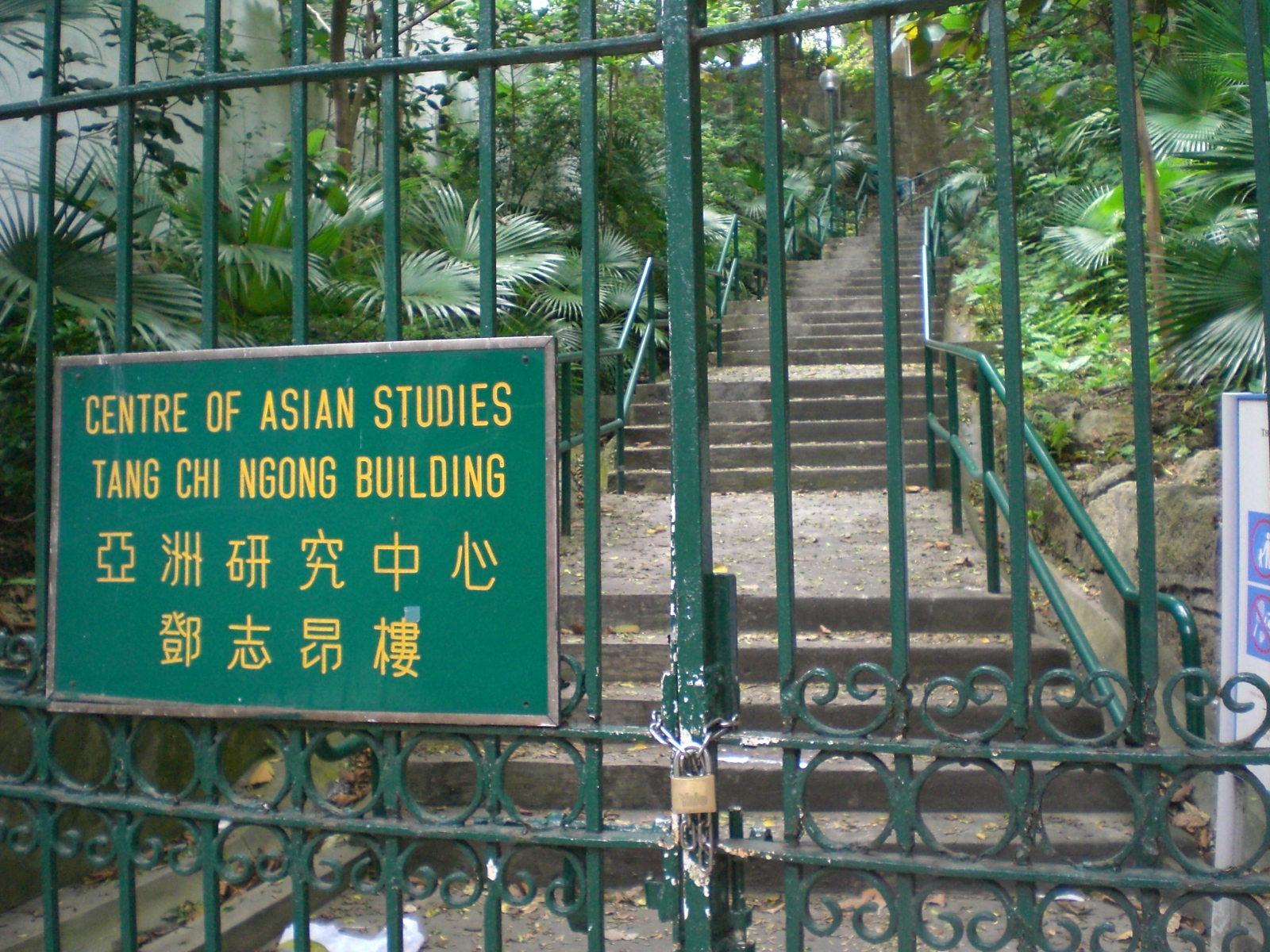
香港大學亞洲研究中心

香港大學亞洲研究中心成立於1967年。成立目的是為了促進香港大學之內在亞洲題目作學術研究和在世界上為亞洲研究學者擔當重要的焦點。在研究中心議定興趣領域之內，主任和十名研究人員成員進行獨立研究。幾位獲得研究中心名譽任命香港和國外學者會自行開展研究。研究中心偶爾會出版專題論文。研究中心曾經對《香港股票市場歷史》、《中國的快速變動及她對亞洲國家的影響》及《香港口述歷史》作研究。2006年，研究中心受民政事務局及香港賽馬會委託發展「香港記憶計劃」(Hong Kong Memory Project)。
2009年，該機構被納入香港大學內的香港人文社會研究所。